# До смерти красива
«До смерти красива» (англ. Drop Dead Diva) — американский комедийно-драматический телесериал, созданный Джошем Берманом, с Брук Эллиотт в главной роли. В центре сюжета находится адвокат, в тело которой вселяется душа фотомодели, погибшей в автокатастрофе.
«До смерти красива» транслируется на кабельном телеканале Lifetime с 12 июля 2009 года. Сериал получил ряд благоприятных отзывов от телевизионных критиков, в особенности за игру ведущей актрисы Брук Эллиотт, оригинальную концепцию и мягкий баланс между комедией, драмой и мюзиклом. В 2009 и 2011 годах сериал получал премию ASCAP как лучший сериал, а также отмечался премией GLAAD за лучший эпизод на ЛГБТ-тему. Брук Эллиотт в свою очередь номинировалась на премию «Спутник» за лучшую женскую роль в телевизионном сериале — комедия или мюзикл за первый сезон.
15 января 2013 года Lifetime закрыл сериал после четырёх сезонов из-за конфликта с Sony Pictures Television, студией-производителем. Тем не менее 1 марта 2013 года, канал пришёл к соглашению со студией и возобновил сериал на пятый сезон. 13 февраля 2014 года Lifetime объявил, что сериал завершится после шестого сезона, который стартовал 23 марта 2014 года.
В 2013 году была снята российско-украинская адаптация сериала с одноимённым названием, которая была показана на канале СТС лишь в 2015 году.

## Сюжет
Сюжет шоу вращается вокруг актрисы и модели Деб, которая погибла в автокатастрофе. Её душа по ошибке вселяется в тело погибающей на операционном столе Джейн, успешного адвоката с нестандартной внешностью. Джейн оказывается на операционном столе из-за раны, нанесённой огнестрельным оружием. Она получила эту пулю вместо своего босса, который переспал с женой стрелявшего. Однако после вселения души Деб в тело Джейн жизнь Джейн круто меняется. Раньше она была просто скучным, но в то же время успешным адвокатом. Вот теперь она успешный адвокат, который прекрасно разбирается в моде, знает, как правильно общаться с людьми. Сериал «До смерти красива» продлён на 6-й сезон.

## Актёры и персонажи

### Основной состав
- Брук Эллиотт — Джейн Бингам/Деб Добкинс. Адвокат, в тело которой попала недалекая модель; умеет выиграть любое, даже заведомо провальное дело. Когда ей было 25 лет, она пошла на мошенничество и вышла замуж за смертельно больного лейкемией, который её впоследствии бросил. Оказавшись в теле Джейн, Деб изменилась к лучшему, но никак не может забыть своего жениха Грейсона, который работает с ней в одной фирме.
- Эйприл Боулби — Стейси Бэрретт. Лучшая подруга Джейн, фотомодель и кулинар; единственный человек в её окружении, кто знает её тайну. Её любимое телешоу «Проект Подиум».
- Кейт Леверинг — Ким Кэсуэлл. Успешный юрист в фирме. Она встречалась с Грейсоном, но впоследствии бросила его. Забеременела от парня, который потом ушёл от неё, и родила сына Ноя. В финальной серии нашла новую любовь.
- Джексон Хёрст — Грейсон Кент. Грейсон был женихом Деб, которая после смерти стала Джейн. Он в продолжительном трауре после её смерти. В итоге полюбил её и в виде Джейн, а в шестом сезоне наконец узнал правду и возобновил с ней отношения. В 8 серии был подстрелен и позже умер в больнице, но сумел повторить трюк Деб и вернулся на Землю в теле музыканта Йена Холта (Джеффри Пирс), вскоре после чего вернулся к любимой.
- Маргарет Чо — Тери Ли, помощница Джейн, офисная сплетница.
- Джош Стэмберг — Джей Паркер (Сезоны 1-4). Управляющий партнёр фирмы, самовлюбленный и любвеобильный. Именно он является отцом сына Ким, но бросил её, чтобы вернуться к бывшей жене.
- Бен Фельдман — Фред (регулярно в сезонах 2 и 3, периодически в 1, 4 и 5, гость в 6). Ангел-хранитель Деб/Джейн. Именно он недоглядел, когда она нажала кнопку возврата, и поэтому был назначен следить за ней. Он испытывает чувства к Стейси, которая не обращает на него внимания. Впоследствии он находит себе работу секретаря Ким. Позже за своё самоуправство был возвращён на небо и отдал свою должность другому ангелу. В финальном сезоне встретил Грейсона на небесах и помог ему воскреснуть, считая себя должником Джейн из-за того, что плохо следил за ней и думал в первую очередь о себе.
- Лекс Медлин — судья Оуэн Фрэнч (регулярно с четвёртого сезона)[14]. Судья, с которым долго встречалась и была помолвлена Джейн. Впоследствии стал управляющим партнёром фирмы. В шестом сезоне влюбился в Стейси и стал её женихом, а в финале у них родились близнецы.
- Картер Макинтайр — Люк Дэниелс (сезон 4)[15]. Второй ангел-хранитель Джейн, для прикрытия работает инвестором фирмы. В отличие от Фреда, чрезвычайно предан своим обязанностям и всеми силами пытался убедить Джейн забыть о прежней жизни в качестве Деб и не дать ей сойтись с Грейсоном. В итоге не справился с этим и был отстранён, но разошёлся с Джейн друзьями и предупредил, что настоящая Джейн тоже воскресла.
- Джастин Дили — Пол (сезоны 5 и 6)[16]. Третий ангел-хранитель Джейн, для прикрытия работающий сперва моделью, а потом стажёром в фирме. Впоследствии также назначен ангелом-хранителем Грейсона после его воскрешения.

### Второстепенный состав
- Брук Д’Орсей — оригинальная Деб Добкинс
- Джейми Рей Ньюман — Ванесса Хеммингс
- Пола Абдул — судья Пола Абдул
- Рози О’Доннелл— судья Мэдэлин Саммерс
- Шэрон Лоуренс — Бобби Добкинс, мать Деб, которую она несколько раз представляла в суде, уже будучи Джейн.
- Фэйт Принс — Элейн Бингам, мать Джейн. Очень любит дочь и поддерживает всеми силами. Умерла от рака в финальной серии пятого сезона. Призналась перед смертью, что давно догадалась, что Деб на самом деле не Джейн, но всё равно полюбила её как свою дочь.
- Брэнди Норвуд — Элиза Шейн
- Ким Кардашян — Никки Лепри
- Энни Айлонзех — Николь Хэмилл
- Натали Холл — Бритни, топ-модель, в теле которой воскресла настоящая Джейн Бингам. Узнав, что в её теле поселилась другая женщина, повторила этот фокус и заявилась на порог к Деб с требованием вернуть ей тело, но вскоре поняла, что Деб только изменила её жизнь к лучшему, и приняла это, после чего начала строить новую жизнь как Бритни.

### Приглашённые звёзды
Многие знаменитости или известные актёры появились в каждом из сезонов сериала в гостевых ролях. Ниже представлен список приглашённых актёров по хронологии трансляции эпизодов.
- Первый сезон
- Шон Маэр
- Линден Эшби
- Сьюзан Уолтерс
- Ребекка Филд
- Майнди Крист
- Рид Даймонд
- Рози О’Доннелл
- Шэрон Лоуренс
- Марк Мозес
- Кевин Алехандро
- Джон Аллен Нельсон
- Сэм Джагер
- Тим Ганн
- Эллиотт Гулд
- Джорджа Фокс
- Кэти Наджими
- Тери Поло
- Марла Соколофф
- Крис Кармак
- Шон Винг
- Грегори Харрисон
- Пола Абдул
- Шеймус Девер
- Патрик Фабиан
- Стив Валентайн
- Дельта Бёрк
- Лайза Миннелли
- Дэвид Денман
- Джина Торрес
- Фэйт Принс
- Рэй Уайз
- Ниа Вардалос
- Бри Блэр
- Брук Бёрнс
- Ширли Найт
- Алисия Коппола
- Лина Эско
- Брайс Джонсон
- Второй сезон
- Пола Ньюсом
- Рики Лейк
- Чад Лоу
- Вероника Картрайт
- Уайнн Эверетт
- Дэвид Сатклифф
- Вивика Фокс
- Беллами Янг
- Хезер МакКомб
- Аарон Ю
- Курт Фуллер
- Келли Мартин
- Скотти Томпсон
- Джейми Рэй Ньюман
- Кэндис Аккола
- Бёрджесс Дженкинс
- Робин Гивенс
- Спрейг Грейден
- Лили Собески
- Сибилл Шеперд
- Лаура Брекенридж
- Кэндис Кейн
- Жасмин Гай
- Бреннан Эллиотт
- Лейша Хейли
- Мэтт Летчер
- Камилл Гуати
- Бэрри Уотсон
- Наташа Хенстридж
- Гейл О’Грэйди
- Глория Рубен
- Третий сезон
- Лиэнн Раймс
- Хелен Слейтер
- Ник Зано
- Марио Лопес
- Виктор Вебстер
- Дженнифер Тилли
- Роми Роузмонт
- Ховард Хессеман
- Зак Уорд
- Бен Шенкман
- Лэнс Басс
- Клэй Эйкен
- Майкл Гросс
- Ванда Сайкс
- Аманда Бирз
- Тони Голдуин
- Перри Кинг
- Сидни Пенни
- Майкл Рейли Бурк
- Кэти Гриффин
- Джеймс Патрик Стюарт
- Кристал Рид
- Лесли Гроссман
- Кэли Роша
- Пэтти Стенджер
- Рафаэль Сбардж
- Роберт Хоффман
- Брэнди Норвуд
- Валери Харпер
- Кортни Форд
- Сьюзан Крайер
- Джейми-Линн Сиглер
- Дидри Холл
- Джонатон Шек
- Брюс Дэвисон
- Четвёртый сезон
- Ким Кардашян
- Мегин Прайс
- Стивен Калп
- Эмили Разерфорд
- Патти Дьюк
- Энн Рэмси
- Эвер Кэррадайн
- Лиза Лапира
- Джоан Риверз
- Серена Уильямс
- Мэдхен Амик
- Мэри Маусер
- Джулия Кэмпбелл
- Эшли Джонсон
- Лоррейн Туссен
- Ким Джонстон Ульрих
- Алекс Кэпп Хорнер
- С. Эпата Меркерсон
- Сьюзан Мэй Пратт
- Нэнси Грэйс
- Камерон Мэттисон
- Эшли Джонс
- Мими Кеннеди
- Дилан Уолш
- Келли Осборн
- Челси Кэйн
- Соня Сон
- Пятый сезон
- Сандра Бернхард
- Бриджид Брэнно
- Рейко Эйлсворт
- Мойра Келли
- Тревор Донован
- Мередит Монро
- Иллеана Дуглас
- Нэнси Грэйс
- Пери Гилпин
- Ребекка Мэйдер
- Даг Сэвант
- Шестой сезон
- Рик Спрингфилд
- С. Эпата Меркерсон
- Джон Ратценбергер
- Корбин Блю
- Джанель Пэрриш
- Колин Игглсфилд
- Вирджиния Уильямс
- Джей Демаркус

## Съемки
Проект снимается в Джорджии, но действие сериала происходит в Лос-Анджелесе, штат Калифорния. Выпущено 6 сезонов.

## Рейтинги
Премьера сериала собрала почти три млн зрителей. Шоу собирает довольно высокие рейтинги в аудитории женщины 18—49, в целом на 25 процентов выше средних показателей канала в данной аудитории.